# 委託人
在商法中，委託人（英語：principal）是一個法人或自然人，授權代理人（agent）為他去處理，委託人與第三方之間，法律關係的建立或管理。在這個領域中，以代理法（Law of agency）來進行規範。在普通法體系中，委託係指「通過其他人來為自己處理事情」（拉丁語：qui facit per alium, facit per se）。
在刑法及侵權行為中，與委託相等的概念為轉承責任（vicarious liability）與嚴格責任（Strict liability）。
1. ↑  . 全國法規資料庫.